# Sérgio Benatti
Sergio Benatti, né le 7 novembre 1965 à Rio de Janeiro, est joueur international brésilien de futsal reconverti entraîneur.
Benatti évolue dans des clubs brésiliens, remportant la Coupe du Brésil après avoir été finaliste du Championnat des États. Il rallie ensuite l'Espagne durant la première moitié des années 1990 puis revient terminer sa carrière au pays auriverde.
En équipe du Brésil, Benatti est retenu pour le premier Championnat du monde FIFA remporté en 1989. L'ailier termine co-troisieme meilleur buteur de la compétition avec six réalisations. Il totalise 29 buts en équipe nationale. 
Devenu entraîneur, Benatti débute au Brésil puis parcours plusieurs pays. Il remplie son palmarès en Belgique, à l'Action 21, avec la Coupe de l'UEFA et plusieurs fois le championnat national. Il connaît ensuite six courtes expériences, dont la saison 2018-2019 au Garges Djibson avec la finale perdue de la Coupe de France, et à la tête de l'équipe nationale du Danemark l'année suivante.

## Biographie

### Joueur de club
Sérgio Benatti nait dans le barrio de Méier, à Rio de Janeiro. Il débute dans le club de River FC, dans le quartier de Piedade, à Rio.
En 1984, il perd le championnat des États brésiliens de futsal avec l'équipe carioca face à Sao Paulo à Florianópolis, 2-3 après avoir mené 2-0.
En 1987, avec le club de Perdigão de Vieira-SC, Benatti remporte la Coupe du Brésil face à Transbrasil au terme de la troisième prolongation. 

### En équipe nationale
Benatti fait partie de la sélection brésilienne au Championnat du monde 1989. Il inscrit un doublé lors du second match de groupe contre l'Arabie saoudite (8-0) puis un troisième face à l'Espagne pour la victoire qualificative pour le second tour (4-1). Il enchaîne contre le Paraguay (4-1). En demi-finale, il donne une dernière fois l'avantage à son pays face à la Belgique, avant de transformer son tir au but (3-3 tab 5-3). En finale, il ouvre le score et participe au sacre contre les Pays-Bas (2-1). C'est le seul championnat du monde auquel il participe.
Avec l'équipe nationale brésilienne, il marque un total de 29 buts.

### Entraîneur
Au terme de la saison 2004-2005, à la tête du club belge d'Action 21 Charleroi alors quintuple champion belge en titre, Benatti devient le premier entraîneur brésilien à remporter la Coupe de Futsal de l'UEFA. 
Fin novembre 2007, après huit journées de championnat italien, il est nommé entraîneur de la Marca Trevigiana en remplacement de Ramiro Lopez Diaz. Il conduit l'équipe jusqu'à être écarté le 2 décembre 2008.
En 2010, l'entraîneur brésilien prend la tête de l'équipe néerlandaise du FCK Hommel. 
Pour la saison 2018-2019, Benatti rejoint le club français d'ASC Garges Djibson futsal. Septième de Division 1, l'équipe se hisse en finale de la Coupe de France, perdue 7-1.

## Palmarès
Sergio Benatti est notamment champion du monde 1989 avec le Brésil puis remporte la Coupe de l'UEFA en 2005 avec l'Action 21. Il est ensuite finaliste de la Coupe de France en 2019 avec Garges.
- Championnat du monde (1)
  - Champion : 1989

- Coupe de l'UEFA (1)
  - Vainqueur : 2005

- Championnat des États brésiliens
  - Finaliste : 1984

- Coupe du Brésil (1) 
  - Vainqueur : 1987

- Coupe de France
  - Finaliste : 2019